# برايان غافين
برايان غافين (بالإنجليزية: Brian Gavin)‏ هو لاعب قذف أيرلندي، ولد في 13 يوليو 1977.